# Episodi di Circle of Life (seconda stagione)
La seconda stagione di Circle of Life è stata trasmessa in Germania su ARD dall'11 aprile all'8 agosto 2006. In Italia è andata in onda su Canale 5 dal 2 agosto al 6 settembre 2008. L'ultimo episodio è andato in onda 8 settembre 2012.
| nº | Titolo originale     | Titolo italiano           | Prima TV Germania | Prima TV Italia  |
| -- | -------------------- | ------------------------- | ----------------- | ---------------- |
| 1  | Familienglück        | L'anello di fidanzamento  | 11 aprile 2006    | 2 agosto 2008    |
| 2  | Lieben und Leiden    | Amare e soffrire          | 18 aprile 2006    | 3 agosto 2008    |
| 3  | Herz in Not          | Il viaggio della speranza | 25 aprile 2006    | 9 agosto 2008    |
| 4  | Endstation Sehnsucht | Nave in partenza          | 2 maggio 2006     | 10 agosto 2008   |
| 5  | Discofahrt           | Litigi d'amore            | 9 maggio 2006     | 16 agosto 2008   |
| 6  | Venezianische Träume | Sogno veneziano           | 16 maggio 2006    | 17 agosto 2008   |
| 7  | Kinderherzen         | Sotto pressione           | 23 maggio 2006    | 23 agosto 2008   |
| 8  | Wohngemeinschaften   | Comunità abitative        | 6 giugno 2006     | 24 agosto 2008   |
| 9  | Das harte Herz       | Un cuore di pietra        | 11 luglio 2006    | 30 agosto 2008   |
| 10 | Am Abgrund           | Errore di percorso        | 18 luglio 2006    | 31 agosto 2008   |
| 11 | Klassentreffen       | La rimpatriata            | 25 luglio 2006    | 6 settembre 2008 |
| 12 | Blitzschlag          | Colpo di fulmine          | 1º agosto 2006    | 6 settembre 2008 |
| 13 | Tödliche Gefahr      | Pericolo mortale          | 8 agosto 2006     | 8 settembre 2012 |

## Amare e soffrire
- Titolo originale: Familienglück
- Diretto da: Hans Werner
- Scritto da:

## Il viaggio della speranza
- Titolo originale: Lieben und Leiden
- Diretto da: Hans Werner
- Scritto da: